# Charles Lallemand
Charles Lallemand (Saint-Aubin-sur-Aire, 7 de março de 1857 – Vecqueville, 1 de fevereiro de 1938) foi um geodesista francês.

## Vida
Estudou a partir de 1874 na École polytechnique e mais tarde na Ecole des Mines em Paris. O inventor da nomografia Maurice d'Ocagne foi seu assistente.
Foi editor do volume sobre geodésia da edição francesa da Encyklopädie der mathematischen Wissenschaften (1915).
Em 1910 foi eleito membro da Académie des Sciences e em 1926 seu presidente. Foi comandante da Ordem Nacional da Legião de Honra. Em 1917 foi membro do Bureau des Longitudes. Foi de 1919 a 1933 presidente da União Internacional de Geodésia e Geofísica.